# By the Light of the Northern Star
By the Light of the Northern Star er det femte studiealbum fra det færøske viking folkmetal band Týr. Det blev udgivet d. 29. maj 2009 via Napalm Records.
Coverets er designet af Gyula Havancsák.

## Spor
| #   | Titel                                        | Længde |
| --- | -------------------------------------------- | ------ |
| 1.  | "Hold the Heathen Hammer High"               | 4:50   |
| 2.  | "Tróndur í Gøtu"                             | 4:01   |
| 3.  | "Into the Storm"                             | 5:04   |
| 4.  | "Northern Gate"                              | 4:42   |
| 5.  | "Turið Torkilsdóttir"                        | 4:18   |
| 6.  | "By the Sword in My Hand"                    | 4:48   |
| 7.  | "Ride"                                       | 4:59   |
| 8.  | "Hear the Heathen Call"                      | 4:40   |
| 9.  | "By the Light of the Northern Star"          | 5:55   |
| 10. | "The Northern Lights" (limited edition only) | 1:53   |
| 11. | "Anthem" (limited edition only)              | 1:35   |